# Hoplias argentinensis
Hoplias argentinensis, denominada comúnmente (una de las especies llamadas tararira), tarucha, taralila o tarango, es una especie de pez caraciforme de agua dulce del género Hoplias, perteneciente a la familia de los eritrínidos. Habita en ambientes acuáticos de aguas subtropicales a templadas en el centro y centro-este del Cono Sur de Sudamérica. 

## Taxonomía

### Descripción original e historia taxonómica
Hoplias argentinensis fue descrita originalmente en el año 2018 por los ictiólogos Juan José Rosso, Mariano González-Castro, Sergio Bogan, Yamila Paula Cardoso, Ezequiel Mabragaña, Sergio Matías Delpiani y Juan M Díaz de Astarloa.
En el mismo año, se publicó un trabajo efectuado por Yamila Paula Cardoso, Juan José Rosso, Ezequiel Mabragaña, Mariano González Castro, Sergio Matías Delpiani, Esteban Avigliano, Sergio Bogan, Raphael Covain, Nahuel Francisco Schenone y Juan Martín Díaz de Astarloa, en el cual se evaluó la diversidad molecular presente en Hoplias, buscando la identificación de linajes mitocondriales mediante el código de barras del ADNmt y análisis filogenéticos, empleando gran cantidad de muestras correspondientes a una amplia cobertura geográfica, que abarcaba la mayor parte de la distribución del género. Entre varias novedades, este análisis permitió corroborar la validez de esta especie y aumentar el conocimiento disponible sobre la misma, la que fue designada con el número de índice de código de barras (Barcode Index Number): BIN AAZ3734.

### Etimología
Etimológicamente el término genérico Hoplias deriva del idioma griego donde hoplon es 'arma', en relación con sus poderosas denticiones. El epíteto específico argentinensis es un topónimo que refiere a la Argentina, dado que de dicho país proviene el ejemplar tipo y la distribución más extensa de la especie.

### Localidad tipo
La localidad tipo referida es: “río Coronda, cuenca del río Paraná, en las coordenadas: 31°50.1′S 60°51.5′O / -31.8350, -60.8583, Santa Fe, Argentina”. La localidad se encuentra a una altitud de 10 m s. n. m., en el departamento San Jerónimo, entre las ciudades de Sauce Viejo y Coronda.

### Holotipo
El ejemplar holotipo designado es el catalogado como: UNMDP 4417; se trata de un espécimen adulto el cual midió  302 mm de longitud estándar. Fue capturado por J. J. Rosso, E. Mabragaña y M. González-Castro el de 3 de diciembre de 2015.
Se encuentra depositado en la colección de ictiología del Instituto de Investigaciones Marinas y Costeras (IIMyC), institución dependiente del Consejo Nacional de Investigaciones Científicas y Técnicas (CONICET) y de la Universidad Nacional de Mar del Plata (UNMDP), situado en la ciudad homónima, en la provincia argentina de Buenos Aires.

## Caracterización y relaciones filogenéticas
Las poblaciones de Hoplias argentinensis tradicionalmente eran incluidas en las de H. malabaricus, hasta que información genética y análisis morfológicos permitieron comprobar que la población austral no pertenecía a dicha especie sino a una innominada. Hoplias argentinensis pertenece al grupo de especies “Hoplias malabaricus”; al igual que en las restantes integrantes de este grupo, en vista ventral los márgenes del dentario convergen hacia la sínfisis mandibular, formando una “V”, a lo que se suma la típica ‘‘lengua rugosa’’, rasgo constante en este grupo.
Características diagnósticas de Hoplias argentinensis son: 17 a 19 escamas predorsales, 42 a 43 vértebras, 20 escamas alrededor del pedúnculo caudal, el carecer de distintivas bandas marrones en la mandíbula inferior, la última serie de escamas que contactan con la base de la aleta caudal forman una línea vertical casi recta (no curva, como en  H. misionera), 41-44 escamas en la línea lateral y el ancho del hocico (18,4-24,9 % de longitud estándar).
Por el patrón de coloración es posible distinguirla de Hoplias mbigua, al presentar esta última en la mandíbula inferior 5 distintivas bandas transversales negruzcas. Igualmente, ambas especies parecen ser alopátricas.
Alcanza longitudes superiores a los 62 cm de longitud estándar.

## Comportamiento
Alimentación

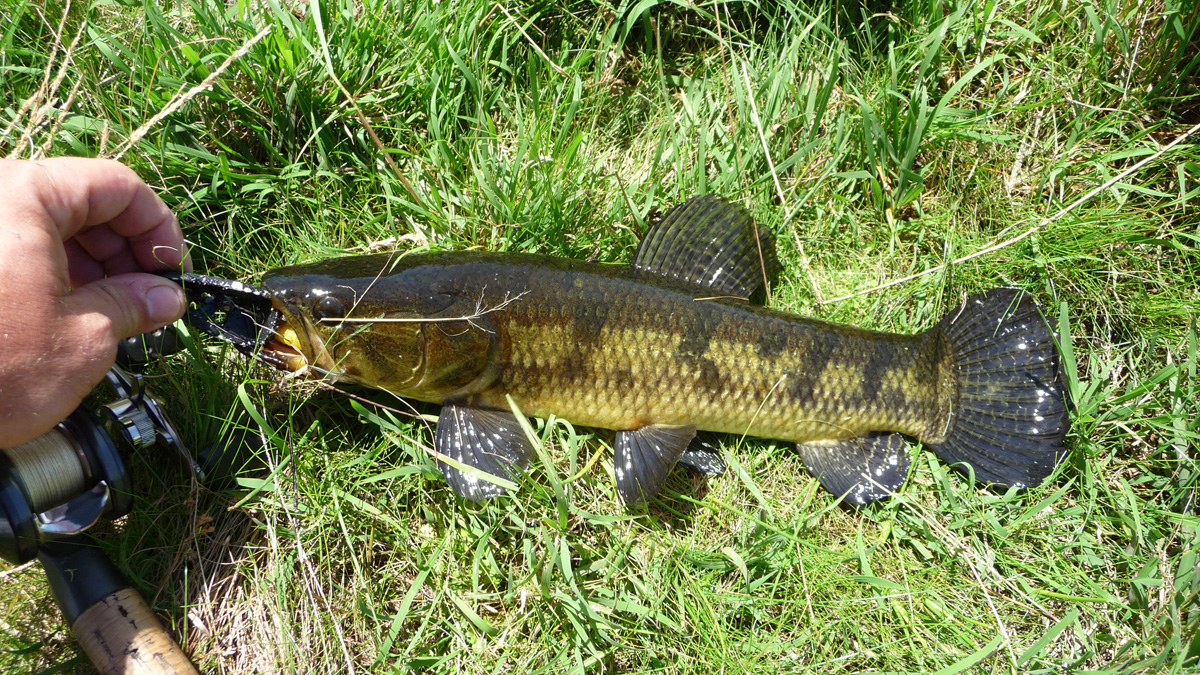
un ejemplar joven de tararira capturada en el departamento de Rocha, Uruguay.

Hoplias argentinensis constituye el predador tope en la cadena trófica de la biocenosis de las lagunas pampeanas, donde es la especie ictícola de mayor tamaño. Es un pez sedentario no migrador, que caza a la espera y al acecho, de hábitos fundamentalmente piscívoros en su etapa adulta (específicamente es un ictiófago de aguas vegetadas), aunque, siendo también oportunista, puede vorazmente atacar a otras presas que se le presenten, como camarones, pichones de aves acuáticas, anuros o pequeños roedores, incluso saltando fuera del agua para poder asirlos.
En su primer año de vida se alimenta también de pequeños crustáceos, algas, insectos acuáticos, etc.
Hábitos
Hoplias argentinensis posee una gran capacidad para adaptarse a condiciones hidrológicas anormales, con amplios rangos de tolerancia a cambios de pH conductividad y oxígeno disuelto, pudiendo sobrevivir 30 minutos fuera del agua y hasta realizar desplazamientos nocturnos sobre la tierra en casos del desecamiento de su biotopo, situación que también puede contrarrestar enterrándose en el barro del lecho. De todos los integrantes del género Hoplias, H. argentinensis es la que soporta las más bajas temperaturas, pudiendo vivir en biotopos que sufren congelamiento superficial en las más frías noches invernales. Adentrado el otoño, cuando las temperaturas disminuyen por debajo de 14 °C, merma su actividad, con la consiguiente reducción de los costos metabólicos. La ingesta de presas también se reduce, hasta llegar a ser nula en pleno invierno; entonces la especie entra en letargo o hibernación, permaneciendo inactiva entre masas de vegetación sumergida. Esto no la afecta, ya que las tarariras están adaptadas para soportar períodos de inanición mayores a 3 meses. Sin embargo, en ciertos inviernos secos y muy fríos, la temperatura del agua puede caer por debajo de 5 °C y permanecer así durante varios días, lo que puede producir mortandades masivas en esta y otras especies ícticas de su ecosistema, dado sus linajes brasílicos. La elevación de la temperatura en la primavera se traduce en el incremento de su metabolismo, reanudando sus hábitos cazadores y su crecimiento.
Reproducción
Las aguas templadas de la primavera activan los procesos biológicos de este pez, entre los cuales destaca su reproducción. Se indicó que esta ocurre en septiembre y octubre o a fines de la primavera y principios del verano.
El pez busca entre los sectores próximos a la costa uno que presente juncales tupidos y con entre 20 y 30 cm de profundidad de agua. Allí, valiéndose de sus aletas abdominales, cava un hoyo de cerca de 30 cm de diámetro y alrededor de 15 a 20 cm de hondo, donde desova, acción que es seguida por la actitud de los progenitores de agitar las aletas sobre las ovas embrionadas y así provocar una corriente que evite el estancamiento y provea oxígeno a los alevines. Hasta la independencia de las crías, permanecerán sus padres sobre el nido, custodiándolo, atacando a cualquier intruso que se aproxime lo suficiente.

## Pesca
Por su combatividad, resistencia, porte y excelente carne, este pez es muy estimado como objeto de pesca deportiva, a la vez que se le aplica una, en algunas zonas, intensa explotación pesquera comercial (en especial, de tipo artesanal), por lo que, sin el debido control, en biotopos de superficie acotada sus poblaciones terminan exhibiendo estructuras de tamaño del tipo truncas, con numerosas cohortes de edades juveniles junto a un número muy bajo de adultos de tamaño considerable.
En las lagunas pampeanas, su pesca deportiva se practica en la época cálida, lo que significa que se lo hace en contraestación respecto a la tradicional pesca invernal del pejerrey (Odontesthes bonariensis), favoreciendo de este modo la estabilidad de los servicios relacionados con la pesca recreativa. Para su captura se emplea tanto carnada viva como señuelos artificiales e incluso pesca con mosca. Su pesca comercial generalmente se realiza empleando como artes el espinel y el trasmallo de malla grande.
La pesca sobre las poblaciones de este pez que viven en las aguas del río Paraná medio e inferior se realiza por medio de red de arrastre, así como por palangre, el cual es tendido próximo a la costa, cebado con peces vivos. En el delta del Paraná también se las captura clavándolas con ‘‘fija’’, una especie de lanza arrojadiza o arpón, el cual pescadores, diestros en este tipo de arte, arrojan a grandes ejemplares que, durante las horas de mayor calor, reposan quietos, al sol, próximos a la orilla, comportamiento que también es observado en horas nocturnas.

## Distribución y hábitat
Hoplias argentinensis habita principalmente en la mitad austral de la cuenca del Plata, en el noroeste, noreste, centro y centro-este de la Argentina, incluyendo muy probablemente las cuencas aledañas de las porciones occidentales de Uruguay y del estado del Río Grande del Sur, en el sur de Brasil. Además, se encuentra en cuencas endorreicas del centro argentino y en el complejo lacunar los Patos-Merín, en el este de Uruguay y el sur de Río Grande del Sur.
Fue registrada en varias localidades de las secciones media e inferior de los ríos Uruguay (por el norte hasta la provincia de Misiones) y Paraná medio (donde es simpátrica con H. misionera), así como en arroyos, ríos y lagunas poco profundas de la llanura pampeana, incluyendo toda la cuenca del río Salado del Sur y lagunas y cuencas relacionadas ubicadas al sudeste de la  misma, en donde alcanza, en la laguna de Mar Chiquita, la distribución más austral de la especie y de toda la familia Erythrinidae.
También se recolectaron especímenes en el área chaqueña austral, en las cuencas endorreicas del mar de Ansenuza (ríos Suquía, Segundo y Dulce) y en el río Salado del Norte.

### Localidades
Localidades y cuencas de provincias de la Argentina.
Provincia de Buenos Aires
Arrecifes, Ascensión, arroyo 4 de noviembre, arroyo Santa Cruz, río Rojas; laguna de Gómez (en Junín); arroyo de Arias (cuenca del río Reconquista); Punta Lara (Río de la Plata); arroyo El Destino, bañados al sur de Pipinas (partido de Punta Indio). 
Entre Ríos
cuenca del río Paraná: laguna El Pescado; arroyo Nogoyá; río Paraná Guazú (Delta inferior del río Paraná); arroyo Bergara.  
cuenca del río Uruguay: arroyo Ayuí; arroyo Urquiza; arroyo El Tigre, embalse Salto Grande.
Santa Fe
Cuenca del río Paraná: arroyo Leyes, río Coronda, río Carcarañá. 
Córdoba
Río Suquía (en proximidades de Capilla de los Remedios), río Segundo, cuencas de los ríos Carcarañá y Dulce. 
Santiago del Estero
Embalse Tacañitas, sobre el río Salado del norte; embalse de Río Hondo, río saladillo (cuenca del río Dulce). 
Tucumán
río Lules, río Vipos (cuenca superior del río Salí). 
Misiones
Cuenca del río Uruguay: arroyo Dorado, arroyo Fortaleza.